# Dirk Bikkembergs
Dirk Bikkembergs, né le 2 janvier 1959 à Cologne en Allemagne, est un styliste belge. Il fait partie du groupe de stylistes avant-gardistes belges issus de l'Académie royale des Beaux-Arts d'Anvers connus sous le nom des « Six d'Anvers ».

## Biographie
Dirk Bikkembergs est né à Cologne, en Allemagne, d’un père militaire belge en stationnement et d’une mère allemande. La famille s'installe plus tard à Diepenbeek, en Belgique, où Dirk Bikkembergs passe le reste de son enfance. Après le lycée, il entame des études à l'Académie royale des Beaux-Arts d'Anvers, au sein de l'Antwerpse Modeacademie fondée par Mary Prijot en 1962.
En 1982, Bikkembergs obtient son diplôme en même temps qu'Ann Demeulemeester, Dries Van Noten, Dirk Van Saene, Walter Van Beirendonck et Marina Yee. Ensemble, ils se font connaître sous le nom des « Six d'Anvers », un groupe de stylistes belges avant-gardistes.

## Carrière

### Les Six d'Anvers, premiers succès à Londres et Paris

#### 1982-1986, D'Anvers à Londres, parcours de jeune diplômé
Il se fait remarquer une première fois en présentant une collection de vêtements pour hommes au Gouden Spoel westrijd (concours de la Canette d'Or) de 1985, un concours créé sous l'impulsion d'Helena Ravijst de l'Institut du Textile et de la Confection de Belgique (ITCB) en 1982, et dont la première gagnante est Ann Demeulemeester, suivie de Dirk Van Saene, Pieter Coene, et Véronique Leroy. La participation de Bikkembergs au concours lui fait rencontrer Geert Bruloot, le fondateur de la boutique de chaussures Coccodrillo à Anvers, qui était chargé de la scénographie et de la coordination musicale du concours. C'est à la suite de cette rencontre que Dirk Bikkembergs commercialise sa première collection de chaussures chez Coccodrillo en 1985. Le fabricant de la collection n'ayant pas d'agent, Bruloot se charge également de la distribution auprès des différents revendeurs. Après deux saisons passées à faire affaire dans la région du Benelux, Bruloot amena un groupe d'alumni de l'Académie royale des Beaux-Arts d'Anvers à Tokyo grâce à une bourse de l'ITCB, ces derniers étant Bikkembergs, Ann Demeulemeester, Dries Van Noten, Dirk Van Saene, Walter Van Beirendonck et Marina Yee.
À la suite de ce voyage, et toujours sur l'impulsion de Bruloot, le groupe loue une camionnette pour aller à Londres participer au British Designer Show en 1986, une initiative du gouvernement britannique qui réunit les deux grands événements annuels de la mode londonienne sous l'égide du British Fashion Council, fondé en 1983. Dirk Bikkembergs y présente sa collection de chaussures avec grand succès, dans un style robuste inspiré des tenues cérémoniales militaires, ce qui lui permettra de fonder sa marque un an plus tard. Les journalistes britanniques ne sachant pas comment prononcer les noms flamands des jeunes stylistes, le nom des Six d'Anvers (Antwerp Six) s'impose, et le collectif entra ainsi dans l'écosystème de la mode internationale.

#### 1987-2000, Paris et Milan, séparation des Six d'Anvers, premières collections complètes
La saison suivant la participation des Six d'Anvers au British Designer Show, le collectif est invite à Milan pour participer à Pitti Immagine, en 1987. La griffe « Dirk Bikkembergs » ouvre la même année, d'abord comme marque de chaussures. Après deux saisons et un partenariat avec le producteur italien Gibo en 1988, Bikkembergs introduit des vêtements en maille, et il présente sa première collection complète de prêt-à-porter homme à la semaine de la mode de Paris en 1989. C'est à cette saison que les Six d'Anvers se séparent, du fait de leurs besoins différents en termes d'organisation (Bikkembergs ne présente alors que des collections hommes, Dries Van Noten agrandit le spectre de ses affaires, Walter Van Beirendonck commence à approcher le marché japonais ...).
Une première collection femmes voit le jour chez Dirk Bikkembergs en 1993. La ligne secondaire « Bikkembergs », proposant des vêtements plus abordables dans un style qui approche les prémisses du style sportswear, est présentée pour la première fois en 1996 avec pour objectif de toucher un marché plus vaste.
Dirk Bikkembergs revient seul à Milan en 1998. Depuis, la ligne principale de la marque est présentée deux fois par an durant la semaine de la mode de Milan.

### Bikkembergs, le football, et l'Italie
À la suite de son arrivée à Milan, Dirk Bikkembergs installe ses usines de production en Italie et tisse des liens avec le monde du football.

#### 2001-2005, Premiers contacts avec le monde du football
En juin 2001, il invite le public de la semaine de la mode de Milan à voir sa collection Printemps-Eté 2002 dans un stade de football, le stade San Siro, marquant ainsi son intérêt pour le sport, et liant mode et football, deux univers jusqu'alors culturellement distants. Il ajoute au nom de sa ligne principale le sous-titre « Sport Couture », indiquant la nouvelle orientation de la griffe.
En 2003 est lancée la ligne « Bikkembergs Sport », c'est là que le designer décide de s’engager plus sérieusement dans le football. Auparavant puisant son inspiration dans le langage visuel militaire (cuir de cheval, boucles métalliques et cordages), Bikkembergs assied son orientation sportive en employant des joueurs de football comme mannequin (Gilles De Bilde, Thomas Helveg, Jeremy Brechet, ou encore Andy Van Der Meyde).
De 2003 à 2005, il crée des tenues hors-terrain pour les joueurs du F.C. Internazionale 1908 (ou Inter Milan), initiant une vague de collaborations entre clubs de football et maisons de couture (Arsenal et Lanvin, le Milan A.C. et Diesel, Manchester United et Paul Smith, la Juventus de Turin et Trussardi, ou encore le Paris Saint-Germain et Hugo Boss). Peu de temps après cette collaboration, le créateur décide de s'impliquer davantage encore dans le monde du football en approchant l'équipe de Fossombrone, ville où se trouve son site de production depuis le milieu des années 1990.

#### 2005-2010, le F.C. Bikkembergs Fossombrone
Dirk Bikkembergs rachète en 2005 le club F.C. Fossombrone, dont il connaissait déjà le capitaine, Alberto Tombini, qui avait défilé pour la marque en 2001, et relance l'équipe dans les championnats amateur italiens.
Le rachat du F.C. Fossombrone permet à Bikkembergs d'expérimenter plus en profondeur les matériaux spécifiques à la production de vêtements de sport. Le club devient alors le laboratoire personnel du couturier, selon son collaborateur Gianluca Cordella. Bikkembergs, qui avait démarré sa carrière en tant que créateur de chaussures, expérimente la création de chaussures de football à destination de son équipe, dont le premier modèle est la « Bix » en peau de kangourou, sortie en 2006. En 2007, une collection de lingerie masculine est révélée au public à Pitti Immagine, en collaboration avec le fabricant italien Albisetti. En 2008, la chaussure « Tirosegno » est présentée à  Pitti Immagine. Pendant sa période Bikkembergs, le F.C. Fossombrone (renommé F.C. Bikkembergs Fossombrone) monte en Série D et gagne en réputation auprès des autres clubs italiens. Dirk Bikkembergs décrit son équipe comme « le club le plus gâté du monde ». Mais malgré ces bonnes années, la stagnation de son classement et des difficultés financières poussent Dirk Bikkembergs à la vente du club en juillet 2010, cinq ans après son rachat.

### Fin de carrière et suite de la marque

#### 2009-2012, Magasin phare, difficultés financières et départ de Dirk Bikkembergs
Ces années en Italie ont rendu la marque populaire auprès du public italien, et Bikkembergs annonce en 2009 l'ouverture de son premier magasin phare au 47 Via Manzoni à Milan, tandis que le showroom se trouvait jusqu'alors à Barcelone. Le magasin de plus de 1 300 mètres carrés accueille les collections « Dirk Bikkembergs Sport Couture », « Bikkembergs by Dirk Bikkembergs » et « Bikkembergs Sport ». Ce lieu conçu par les ateliers Arf & Yes et Studio Tre Milano a accueilli entre ses murs durant plusieurs mois le joueur du F.C.D. Brera Andrea Vasa. Le public pouvait ainsi observer le sportif vivre ses journées à travers des baies vitrées séparant l'espace de vente de la salle de bain de l'appartement, recouverte de pages du quotidien La Gazzetta dello Sport. Dirk Bikkembergs, qui n'avait pas encore décidé de la revente du F.C. Fossombrone, a également exprimé à ce moment son désir d'acheter un club de football britannique. En avril 2010, Dirk Bikkembergs conçoit les tenues hors-terrain de l'équipe de Slovénie de football.
Simultanément, le groupe détenteur des licences des différentes lignes de Bikkembergs, le Mariella Burani Fashion Group (ou MBFG) fait face à des menaces de liquidation à la suite de troubles financiers fin 2009, allant jusqu'à l'arrestation de son fondateur Walter Burani pour fraude en juillet 2010. L'année suivante, la marque et ses différentes lignes et licences sont rachetées par le groupe Zeis Excelsa. Le PDG du groupe Maurizio Pizzuti déclare vouloir développer la marque en Chine et en Russie. À la semaine de la mode de Milan 2012, la marque présente une collection conçue par le styliste sud-africain Hamish Morrow, annoncé comme directeur artistique des collections homme aux côtés de Bikkembergs, et annonce une collection femme conçue par Paola Toscano. Mais le groupe Zeis Excelsa affiche clairement son désir de faire de la marque un moteur économique, indiquant vouloir multiplier son chiffre d'affaires par deux, et Dirk Bikkembergs avait manifesté son désir de se retirer au moment du rachat de sa marque. Il se retire ainsi en 2012, laissant ainsi Hamish Morrow à la tête de la direction artistique, qui quittera à son tour la maison en 2014 après avoir habillé l'équipe du Málaga Club de Fútbol. La direction est dès lors confiée à une équipe dirigée, selon la journaliste Dominique Muret, par « le bras droit de Dirk Bikkembergs ».
À l'instar de Martin Margiela, Dirk Bikkembergs a pris ses distances avec le monde de la mode. Il apparaît dans l'exposition des 50 ans de l'Académie royale des Beaux-Arts d'Anvers en 2013, et dans l'exposition « Footprint. La Trace des Chaussures dans la Mode » au Musée de la mode d'Anvers en 2015. Sur invitation de Walter Van Beirendonck, il participe en 2013 aux côtés des Six d'Anvers à une session d'évaluation des étudiants et étudiantes du master de l'Académie royale.

#### 2012-2017, Rachats successifs, diversification de la marque et nouvelle direction artistique
Après le départ de Dirk Bikkembergs, la marque rencontre de nouvelles difficultés liées à la crise financière de 2007-2008, notamment en raison de la baisse de la consommation et la chute du pouvoir d'achat dans les pays où la marque était fortement implantée (Italie, Espagne, Portugal, Benelux et France). Zeis Excelsa commence à diversifier l'offre de la marque en proposant une collection pour enfants, du parfum, des montres, des sous-vêtements, et des lunettes. L'année 2014 voit la marque multiplier les partenariats et les licences, notamment avec Canepa, une entreprise de tissage comasque, pour la production d'accessoires en tissus, et l'entreprise de maroquinerie bolognaise Tichebox pour la production d'articles de voyage et d'accessoires en cuir. Jusqu'alors détenue par Zeis Excelsa et Sinv, la marque est acquise en 2015 à hauteur 51% par le groupe chinois Canudilo, une entreprise d'accessoires de mode basée à Guangzhou. En juin 2016, le styliste britannique Lee Wood, ancien collaborateur de Donatella Versace, est nommé directeur artistique de Dirk Bikkembergs. En 2018, il conçoit les tenues hors-terrain de l'équipe de Russie de football.

## Lignes Bikkembergs
La marque Dirk Bikkembergs commercialise ses produits au sein de plusieurs lignes distinctes :
- Dirk Bikkembergs (Dirk Bikkembergs Sport Couture jusqu'en 2016) : ligne principale de prêt-à-porter masculin haut de gamme.
- Bikkembergs : ligne secondaire de prêt-à-porter masculin et féminin et d'accessoires comprenant les collections suivantes :
  - Bikkembergs Sport
  - Bikkembergs Beachwear
  - Bikkembergs Underwear
  - Bikkembergs Kids
- BKK Jewellery : ligne de bijouterie masculine comprenant ornements et horlogerie.